# Romuald Jackowski
Romuald Stanisław Jackowski (ur. 30 lipca 1913, zm. 21 lutego 1978) – polski artysta plastyk, malarz, oficer artylerii Wojska Polskiego.

## Życiorys
Urodził się w 1913. W latach 30. został mianowany podporucznikiem w korpusie oficerów artylerii. Wiosną 1939 roku pełnił służbę w 9 pułku artylerii lekkiej w Siedlcach na stanowisku dowódcy plutonu w 5. baterii.
W czasie kampanii wrześniowej walczył jako dowódca 4. baterii 9 pułku artylerii lekkiej. Został wzięty przez Niemców do niewoli, był więziony w Bydgoszczy, w Moabicie, przebywał w oflagach VII B Eichstätt i II C Woldenberg. Później został oficerem ludowego Wojska Polskiego. W 1946 był w stopniu porucznika, potem awansowany na stopień kapitana rezerwy. Po wojnie był członkiem ZBoWiD.
Był artystą plastykiem i malarzem. 
Zmarł 21 lutego 1978 w wieku 64 lat. Został pochowany w grobowcu rodzinnym na cmentarzu na Mani w Łodzi 24 lutego 1978. Był żonaty, miał córkę.

## Ordery i odznaczenia
- Krzyż Srebrny Orderu Virtuti Militari[3]
- Krzyż Walecznych (20 grudnia 1946, uchwałą prezydium Krajowej Rady Narodowej za bohaterskie czyny i dzielne zachowanie się w walce z niemieckim najeźdźcą oraz za gorliwą pracę i sumienne wypełnianie obowiązków służbowych)[5][3]
- Srebrny Krzyż Zasługi[3]
- Honorowa Odznaka Miasta Łodzi[3]
- Złota odznaka Związku Polskich Artystów Plastyków[3]
- Inne odznaczenia[3]